# Південноафриканська котяча акула коричнева
Південноафриканська котяча акула коричнева (Haploblepharus fuscus) — акула з роду Південноафриканська котяча акула родини Котячі акули. Інша назва «коричнева сором'язлива котяча акула».

## Опис
Загальна довжина досягає 73 см, зазвичай — близько 65 см. Голова коротка, широка, трохи сплощена зверху. Ніс округлий. Очі великі, мигдалеподібні, з мигальною перетинкою. Зіниця щілиноподібні. Під очима присутні чітко виражені горбики-хребці. за очима розташовані крихітні бризкальця. Ніздрі великі. Носові клапани довгі. Губні борозни невеличкі. Рот короткий, зігнутий. Зуби дрібні, з 3 верхівками, де центральна є високою та гострою, бокові — маленькі. Розташовані у декілька щільних рядків. Тулуб щільний, циліндричний. Грудні плавці великі та широкі. Має 2 спинних плавця однакового розміру. Передній починається навпроти кінця черевних плавців, задній — анального. Анальний плавець дорівнює спинним плавцям. Хвостовий плавець відносно короткий, гетероцеркальний.
Забарвлення спини коричневе або жовто-коричневе. Черево жовтувате. У молодих особин присутні нечіткі світлі плями та темно-коричневі сідлоподібні плями на спині та боках.

## Спосіб життя
Тримається на глибинах від 30 до 133 м. Доволі повільна акула. Вдень відпочиває на дні, формуючи невеличкі групи. Дальніх міграцій не здійснює. Живиться переважно анчоусами, бичками, ракоподібними, морськими черв'яками, головоногими молюсками. Загрозами для цієї акули є семизяброві акули, Triakis megalopterus, скати, великі костисті риби та восьминоги. Яйцями цієї акули живляться черевоногі молюски Burnupena papyracea і Burnupena lagenaria.
Статева зрілість у самців настає при розмірах 68-69 см, самиці — 60-61 см. Це яйцекладна акула. Самиця відкладає 2 яйця.

## Розповсюдження
Мешкає біля узбережжя ПАР, уздовж берегової лінії протягом 1000 км. Загальна площа ареалу дорівнює 2000 км².